# Lasionycta flavescens
Lasionycta flavescens är en fjärilsart som beskrevs av Lingonblad 1944. Lasionycta flavescens ingår i släktet Lasionycta och familjen nattflyn. Inga underarter finns listade i Catalogue of Life.